# 羽根/JIVE
「羽根/JIVE」（はね／ジャイブ）は、GRAPEVINEの6枚目のシングルである。1999年8月21日発売。
オリコンなどでは「羽根」と表記されていることがあるが、公式サイトでは「羽根/JIVE」と表記されているため、これに従う。

## 解説
- アルバム『Lifetime』から約3ヶ月振りのリリース。
- 売り上げはバンドのシングルの中で一番多い。
- 公式サイトでは両A面シングルのように表記されているが、アルバムに収録されたのは「羽根」のみである。後に「JIVE」はカップリングベスト「OUTCAST〜B-SIDES+RARERITIES〜」に収録された。

## 収録曲
1. 羽根 (作詞:田中和将/作曲:西川弘剛)
NHK BS-2「新・真夜中の王国」オープニングテーマ。
西川が作曲した初のシングルである。
2. JIVE (作詞:田中和将/作曲:西原誠)